# Elasmometopus
Elasmometopus is een geslacht van rechtvleugeligen uit de familie sabelsprinkhanen (Tettigoniidae). De wetenschappelijke naam van dit geslacht is voor het eerst geldig gepubliceerd in 1952 door Lucien Chopard.

## Soorten
Het geslacht Elasmometopus  is monotypisch en omvat slechts de volgende soort:
- Elasmometopus madecassus (Chopard, 1952)